# 사르페돈 (포세이돈의 아들)
사르페돈(그리스어: Σαρπηδὠν)은 그리스 신화에 등장하는 인물로 포세이돈의 아들이다.
세 번째 사르페돈은 포세이돈의 트라키아 왕자로 아에누스의 왕 폴티스의 형제였다. 그는 영웅은 아니었다.
그는 거만하였고 헤라클레스에 의해 피살되었다.